# Campeonato Nacional de Tríos
El Campeonato Nacional de Tríos (Mexican National Trios Championship en inglés) es un campeonato de lucha libre profesional promovido por el Consejo Mundial de Lucha Libre (CMLL). Desde su creación en 1985, el campeonato está promovida actualmente por la empresa Consejo Mundial de Lucha Libre (CMLL) y anteriormente ha sido también promovida por Asistencia Asesoría y Administración (AAA). Los campeones actuales son los Dulces Atrapasueños (Dulce Gardenia, Espíritu Negro & Rey Cometa), quienes se encuentran en su primer reinado en conjunto.

## Historia
A principios de la década de 1980, la lucha de seis hombres por equipos se hizo muy popular en México, hasta el punto en que ese formato de partido es el formato más prevalente en la lucha libre hoy. La Asociación de Lucha Universal creó el Campeonato Mundial de Tríos de la UWA en 1984 y la Comisión de Box y Lucha Libre de México, D.F. creó el Campeonato Nacional de Tríos de México en 1985, convirtiéndose en el segundo campeonato de Tríos en México. El control del campeonato fue otorgado a EMLL, el principal rival de la UWA en ese momento, con la comisión de supervisión y aprobación de los partidos del campeonato. En 1993, los campeones Los Infernales (MS-1 , Pirata Morgan & El Satánico) dejó EMLL para unirse a AAA, llevándose el campeonato de tríos con ellos después de la aprobación de la comisión. A fines de la década de los 90, el AAA no promovió el campeonato de manera regular y se mantuvo inactivo hasta que los campeones, Blue Panther, Fuerza Guerrera y El Signo se unieron a CMLL en 2001 y perdieron el campeonato ante un equipo de CMLL. Desde ese momento en adelante, el campeonato ha sido controlado por CMLL una vez más. In 2001 the trio worked a couple of matches for CMLL, just long enough for them to lose the championship to Mr. Niebla, Olímpico, and Safari, bringing the championship back under CMLL's control, where it has remained ever since.

## Campeones

### Campeones actuales
Los campeones actuales son los Dulces Atrapasueños (Dulce Gardenia, Espíritu Negro & Rey Cometa), quienes se encuentran en su primer reinado en conjunto. Gardenia, Espíritu y Cometa ganaron los campeonatos tras derrotar a Los Depredadores (Magia Blanca, Magnus & Rugido), OneAtos (Esfinge, Fugaz & Star Black) y La Fuerza Poblana (Arkalis, Guerrero Maya Jr. & Stigma) el 27 de mayo de 2022 por el campeonato vacante en Super Viernes.
Los Cancerberos del Infierno registran hasta el 18 de marzo de 2025 las siguientes defensas televisadas:
1. vs. La Fuerza Poblana (Arkalis, Guerrero Maya Jr. & Stigma) (16 de septiembre de 2022, CMLL 89 Aniversario)

### Lista de campeones
|                                      | Luchador                                                                         | N.º | Fecha                    | Días  | Show o evento                     | Notas y referencias |
| ------------------------------------ | -------------------------------------------------------------------------------- | --- | ------------------------ | ----- | --------------------------------- | --- |
| Empresa Mexicana de Lucha Libre      |                                                                                  |     |                          |       |                                   | |
| 1                                    | Los Infernales (El Satánico (1), MS-1 (1) & Pirata Morgan (1))                   | 1   | 10 de marzo de 1985      | 273   | Live event                        | Derrotaron a Los Brazos (Brazo de Oro, Brazo de Plata y El Brazo) en la final de un torneo para convertirse en los campeones inaugurales.                                                                                        |
| 2                                    | Los Brazos (Brazo de Oro (1), Brazo de Plata (1) & El Brazo (1))                 | 1   | 8 de diciembre de 1985   | 51    | Live event                        | |
| 3                                    | Dos Caras (1), Villano III (1) & Villano IV (1)                                  | 1   | 28 de enero de 1986      | 26    | Live event                        | |
| 4                                    | Los Brazos (Brazo de Oro (2), Brazo de Plata (2) & El Brazo (2))                 | 2   | 23 de febrero de 1986    | 278   | Live event                        | |
| 5                                    | Kiss (1), Ringo Mendoza, (1) & Rayo de Jalisco Jr. (1)                           | 1   | 28 de noviembre de 1986  | 275   | Live event                        | |
| 6                                    | Hombre Bala (1), Jerry Estrada (1) & Pirata Morgan (1)                           | 1   | 30 de agosto de 1987     | 154   | Live event                        | |
| 7                                    | Los Destructores (Emilio Charles Jr. (1), Tony Arce (1) & Vulcano (1))           | 1   | 31 de enero de 1988      | 659   | Live event                        | |
| 8                                    | Los Temerarios (Black Terry (1), Jose Luis Feliciano (1) & Shu El Guerrero (1))  | 1   | 20 de noviembre de 1989  | 62    | Live event                        | |
| 9                                    | Los Arqueros del Espacio (Danny Boy (1), El Arquero (1) & Lasser (1))            | 1   | 21 de enero de 1990      | 208   | Live event                        | |
| 10                                   | Los Thundercats (Leono (1), Panthro (1) & Tigro (1))                             | 1   | 17 de agosto de 1990     | 255   | Live event                        | |
| 11                                   | Los Moviestars (Atlantis (1), Máscara Sagrada (1) & Octagón (1))                 | 1   | 29 de abril de 1991      | 112   | Live event                        | |
| 12                                   | Los Hermanos Dinamita (Cien Caras (1), Máscara Año 2000 (1) & Universo 2000 (1)) | 1   | 11 de agosto de 1991     | N/A   | Live event                        | |
| 13                                   | Los Infernales (El Satánico (2), MS-1 (2) & Pirata Morgan (2))                   | 2   | julio de 1993            | N/A   | Live event                        | Durante el reinado, el título se convirtió en controlado por AAA cuando los campeones dejaron CMLL para irse a la AAA. |
| Asistencia Asesoria y Administración |                                                                                  |     |                          |       |                                   | |
| 14                                   | Los Hermanos Dinamita (Cien Caras (2), Máscara Año 2000 (2) & Universo 2000 (2)) | 2   | 1994                     | N/A   | Live event                        | |
| 15                                   | Los Payasos (Coco Amarillo (1), Coco Azul (1) & Coco Rojo (1))                   | 1   | 26 de abril de 1994      | 26    | Triplemanía II                    | |
| 16                                   | Ángel Azteca (1), El Hijo del Santo (1) & Super Muñeco (1)                       | 1   | 22 de mayo de 1994       | 124   | Live event                        | |
| 17                                   | Los Payasos (Coco Amarillo (2), Coco Azul (2) & Coco Rojo (2))                   | 2   | 23 de septiembre de 1994 | 135   | Live event                        | |
| 18                                   | Los Destructores (Rocco Valente (1), Tony Arce (2) & Vulcano (2))                | 1   | 26 de abril de 1994      | 68    | Live event                        | |
| 19                                   | Octagón (2), Rey Misterio Jr. (1) & Super Muñeco (2)                             | 1   | 14 de abril de 1995      | 83    | Live event                        | |
| 20                                   | Blue Panther (1), Fuerza Guerrera (1) & Psicosis (1)                             | 1   | 6 de julio de 1995       | N/A   | Live event                        | |
| —                                    | Vacante                                                                          | —   | 1996                     | —     | —                                 | El campeonato quedó vacante cuando AAA y Promotora Mexicana de Lucha Libre (PROMELL) pusieron fin a sus relaciones de negocios y acuerdos de títulos. El control del título fue devuelto a CMLL.                                 |
| Consejo Mundial de Lucha Libre       |                                                                                  |     |                          |       |                                   | |
| 21                                   | Blue Panther (2), El Signo (1) & Fuerza Guerrera (2)                             | 1   | 6 de julio de 1996       | 1728  | Live event                        | Derrotaron a Los Brazos (Brazo de Oro, Brazo de Plata y El Brazo) en la final de un torneo. |
| 22                                   | Mr. Niebla (1), Olímpico (1) & Safari (1)                                        | 1   | 30 de marzo de 2001      | 450   | Live event                        | |
| 23                                   | Los Nuevo Infernales (Averno (1), El Satánico (3) & Mephisto (1))                | 2   | 23 de junio de 2002      | 96    | Live event                        | |
| 24                                   | La Familia de Tijuana (Damián 666 (1), Halloween (1) & Nicho el Milonario (2))   | 1   | 27 de septiembre de 2002 | 266   | Live event                        | Nicho el Milonario fue conocido anteriormente como Psicosis. |
| —                                    | Vacante                                                                          | —   | 30 de junio de 2003      | —     | —                                 | Debido a que Nicho el Millonario no se presentó a una defensa del título programada contra Los Nuevo Infernales. Sin embargo, los títulos se ofrecieron a Los Infernales por defecto; Satánico, en nombre de su equipo, se negó. |
| 25                                   | El Felino (1), Safari (2) & Volador Jr. (1)                                      | 1   | 5 de diciembre de 2003   | 476   | Live event                        | Derrotaron a Alan Stone, Super Crazy & Zumbido en la final de un torneo. |
| 26                                   | Pandilla Guerrera (Doctor X (1), Nitro (1) & Sangre Azteca (1))                  | 1   | 25 de marzo de 2005      | 196   | Live event                        | |
| 27                                   | El Sagrado (1), El Texano Jr. (1) & Máximo (1)                                   | 1   | 7 de noviembre de 2005   | 569   | Live event                        | |
| 28                                   | Los Perros del Mal (Damián 666 (2), Halloween (2) & Mr. Águila (1))              | 1   | 29 de abril de 2007      | 106   | Live event                        | |
| 29                                   | El Sagrado (2), La Sombra (1) & Volador Jr. (2)                                  | 1   | 13 de agosto de 2007     | 540   | Live event                        | |
| 30                                   | Poder Mexica (Black Warrior (1), Dragón Rojo Jr. (1) & Sangre Azteca (2))        | 1   | 3 de febrero de 2009     | 318   | Live event                        | |
| —                                    | Vacante                                                                          | —   | 18 de diciembre de 2009  | —     | —                                 | Debido a que Black Warrior abandonó la empresa. |
| 31                                   | Delta (1), Máscara Dorada (1), Metro (1) & Stuka Jr. (1)                         | 1   | 6 de enero de 2010       | 368   | Live event                        | Durante el reinado, Dorada renunció a su posesión del campeonato el 18 de noviembre de 2010. Delta fue nombrado su reemplazo el 20 de diciembre de 2010.                                                                         |
| 32                                   | Ángel de Oro (1), Diamante (1) & Rush (1)                                        | 1   | 9 de enero de 2011       | 254   | Live event                        | |
| 33                                   | Los Invasores (Olímpico (2), Psicosis II (1) & Volador Jr. (2))                  | 1   | 20 de septiembre de 2011 | 87    | Live event                        | |
| 34                                   | Los Reyes de la Atlántida (Atlantis (2), Delta (2) & Guerrero Maya Jr. (1))      | 1   | 16 de diciembre de 2011  | 189   | Sin Piedad                        | |
| 35                                   | Los Depredadores del Aire (Black Warrior (2), Mr. Águila (2) & Volador Jr. (4))  | 1   | 22 de junio de 2012      | 130   | Live event                        | |
| 36                                   | Los Reyes de la Atlántida (Atlantis (3), Delta (3) & Guerrero Maya Jr. (2))      | 2   | 30 de octubre de 2012    | 47    | Live event                        | |
| 37                                   | Los Invasores (Kraneo (1), Mr. Águila (3) & Psicosis II (2))                     | 1   | 16 de diciembre de 2012  | 196   | Live event                        | |
| 38                                   | La Máscara (1), Rush (2) & Titán (1)                                             | 1   | 30 de junio de 2013      | 233   | Live event                        | |
| 39                                   | La Peste Negra (El Felino (2), Mr. Niebla (2) & Negro Casas (1))                 | 1   | 18 de febrero de 2014    | 432   | Live event                        | |
| 40                                   | Los Reyes de la Atlántida (Atlantis (4), Delta (4) & Guerrero Maya Jr. (3))      | 3   | 26 de abril de 2015      | 104   | 50th Aniversario del Arena México | |
| 41                                   | Los Hijos del Infierno (Ephesto (3), Luciferno (2) & Mephisto (2))               | 1   | 9 de agosto de 2015      | 716   | Live event                        | |
| 42                                   | Nueva Generación Dinamita (El Cuatrero (1), Forastero (1) & Sansón (1))          | 1   | 25 de julio de 2017      | 1346  | Live event                        | |
| —                                    | Vacante                                                                          | —   | 1 de abril de 2021       | —     | —                                 | Debido a que la Nueva Generación Dinamita ganaron los Campeonatos Mundiales de Tríos del CMLL. |
| 43                                   | Los Cancerberos del Infierno (Cancerbero (1), Raziel (1) & Virus (1))            | 1   | 24 de abril de 2021      | 382   | 65. Aniversario de Arena México   | Derrotaron a Guerrero Maya Jr., Star Jr. & Stuka Jr. en la final de un torneo. |
| —                                    | Vacante                                                                          | —   | 11 de mayo de 2022       | —     | —                                 | Debido al fallecimiento de Raziel. |
| 44                                   | Dulces Atrapasueños (Dulce Gardenia (1), Espíritu Negro (1) & Rey Cometa (1))    | 1   | 27 de mayo de 2022       | 1026+ | Super Viernes                     | Derrotaron a Los Depredadores (Magia Blanca, Magnus & Rugido), OneAtos (Esfinge, Fugaz & Star Black) y La Fuerza Poblana (Arkalis, Guerrero Maya Jr. & Stigma) por el campeonato vacante.                                        |
| 45                                   | Los Indestructibles (Apocalipsis, Cholo & Disturbio)                             | 1   | 29 de septiembre de 2023 | 284   | Super Viernes                     | |
| 46                                   | Los Viajeros Del Espacios (Futuro, Hombre Bala Jr. & Max Star)                   | 1   | 9 de julio de 2024       | 252+  | Martes de Arena México            | |

### Total de días como campeones
La siguiente lista muestra el total de días que un equipo o un luchador ha poseído el campeonato, si se suman todos los reinados que posee. 

### Mayor cantidad de reinados

#### Por equipos
| Reinados | Luchador (es)                                     |
| -------- | ------------------------------------------------- |
| 3 veces  | Los Reyes de la Atlántida                         |
| 2 veces  | Los Brazos, Los Infernales, Los Hermanos Dinamita |

#### Por luchador
| Reinados | Luchador (es) |
| -------- | --- |
| 4 veces  | Volador Jr., Delta, Atlantis |
| 3 veces  | El Satánico, Mr. Águila, Guerrero Maya Jr., Ephesto/Safari |
| 2 veces  | El Brazo, Brazo de Oro, Brazo de Plata, MS-1, Pirata Morgan, Cien Caras, Mascara Año 2000, Universo 2000, Coco Amarillo, Coco Azul, Coco Rojo, Tony Arce, Vulcano, Damián 666, Halloween, Sangre Azteca, Olímpico, Rush, El Felino, Mr. Niebla, Mephisto |